# Tir als Jocs Olímpics d'estiu de 1972
Als Jocs Olímpics d'Estiu de 1972 celebrats a la ciutat de Múnic (en aquells moments República Federal d'Alemanya) es disputaren vuit proves de tir olímpic, una més que en l'edició anterior. Les proves es realitzaren entre els dies 27 d'agost i 2 de setembre de 1972 a les instal·lacions de tir de Hochbrück.
Hi participaren un total de 397 tiradors, entre ells 4 dones, de 71 comitès nacionals diferents.

## Resum de medalles
| Prova                                     | Or               | Argent             | Bronze           |
| Pistola ràpida 25 metres Detalls          | Josef Zapedszki  | Ladislav Faita     | Viktor Torshin   |
| Pistola lliure 50 metres Detalls          | Ragnar Skanaker  | Dan Juga           | Rudolf Dollinger |
| Rifle en posició estesa 50 metres Detalls | Ho Jun Li        | Viktor Auer        | Nicolae Rotaru   |
| Rifle en 3 posicions 50 metres Detalls    | John Writer      | Lanny Bassham      | Werner Lippoldt  |
| Carabina lliure Detalls                   | Lones Wigger     | Boris Melnik       | Lajos Papp       |
| Blanc mòbil 10 metres Detalls             | Jakov Shelasniak | Helmut Bellingrodt | John Kynoch      |
| Fossa Olímpica Detalls                    | Angelo Scalzone  | Michel Carrega     | Silvano Basagni  |
| Skeet Detalls                             | Konrad Wirnhier  | Evgeni Petrov      | Michael Buchheim |

## Medalles
| Posició | País           | Or | Argent | Bronze | Total |
| 1       | Estats Units   | 2  | 2      | 0      | 4     |
| 2       | Unió Soviètica | 1  | 2      | 1      | 4     |
| 3       | Itàlia         | 1  | 0      | 1      | 2     |
| 4       | Corea del Nord | 1  | 0      | 0      | 1     |
| 4       | Polònia        | 1  | 0      | 0      | 1     |
| 4       | RFA            | 1  | 0      | 0      | 1     |
| 4       | Suècia         | 1  | 0      | 0      | 1     |
| 8       | Romania        | 0  | 1      | 1      | 2     |
| 9       | Colòmbia       | 0  | 1      | 0      | 1     |
| 9       | França         | 0  | 1      | 0      | 1     |
| 9       | Txecoslovàquia | 0  | 1      | 0      | 1     |
| 12      | RDA            | 0  | 0      | 2      | 2     |
| 13      | Àustria        | 0  | 0      | 1      | 1     |
| 13      | Hongria        | 0  | 0      | 1      | 1     |
| 13      | Regne Unit     | 0  | 0      | 1      | 1     |